# Cheilinus chlorourus
Labre maori, Vieille tachetée
Espèce
Statut de conservation UICN

 LC  : Préoccupation mineure
Cheilinus chlorourus, communément nommé Labre maori ou Vieille tachetée, est une espèce de poisson marin de la famille des  Labridae.
Le Labre maori est présent dans les eaux tropicales de la région Indo-Pacifique.
Sa taille maximale est de 45 cm.

## Synonymes
- Cheilinus blochii (Valenciennes, 1840)
- Cheilinus blochii (Valenciennes, 1840)
- Cheilinus chlororus (Bloch, 1791)
- Cheilinus chlororus (Bloch, 1791)
- Cheilinus chlorouros (Bloch, 1791)
- Cheilinus chlorouros (Bloch, 1791)
- Cheilinus chlorurus (Bloch, 1791)
- Cheilinus chlorurus (Bloch, 1791)
- Cheilinus decacanthus (Bleeker, 1851)
- Cheilinus decacanthus (Bleeker, 1851)
- Cheilinus guttatus (Bleeker 1847)
- Cheilinus guttatus (Bleeker 1847)
- Cheilinus punctatus (Bennett 1832)
- Cheilinus punctatus (Bennett 1832)
- Cheilinus punctulatus (Valenciennes 1840)
- Cheilinus punctulatus (Valenciennes 1840)
- Sparus chlorourus (Bloch, 1791)
- Sparus chlorourus (Bloch, 1791)
- Thalliurus blochii (Swainson 1839)
- Thalliurus blochii (Swainson 1839)
- Thalliurus chlororus (Bloch, 1791)
- Thalliurus chlororus (Bloch, 1791)
- Thalliurus chlorurus (Bloch, 1791)
- Thalliurus chlorurus (Bloch, 1791)